# مصطفى الهوساوي (لاعب كرة سلة)
مصطفى الهوساوي مواليد 4 مايو 1983 في المدينة المنورة، هو لاعب كرة سلة سعودي. بدأ مسيرته الاحترافية في سنة 2009. يلعب في الدوري السعودي الممتاز لكرة السلة. يبلغ طوله 6 قدم 4 بوصة (1.9 م).